# Anežka Přemyslovna (1289–1296)
Anežka Přemyslovna (6. října 1289–1296) byla česká princezna, dcera českého krále Václava II. a jeho první manželky Guty. Její dvojče byl král Václav III.
V červnu 1292 během ceremonie korunovace německého krále Adolfa Nasavského české poselstvo sjednalo dohodu o sňatku Adolfova syna Ruprechta s českou princeznou Anežkou, tehdy tříletou. Její věno ve výši 10 000 hřiven stříbra bylo ihned vyplaceno výměnou za některá území ve prospěch českého krále. Anežka by coby vdova měla obdržet město Wiesbaden.
Anežka zemřela už v sedmi letech, v roce 1296. Po její smrti zřejmě již král Václav neměl důvod podporovat Adolfa Nasavského a přešel do tábora jeho odpůrce Albrechta Habsburského.